# Antagonistas e inhibidores de la recaptación de serotonina

Estructura química de la trazodona.

Los Antagonistas e inhibidores de la recaptación de serotonina (AIRSs) (del inglés Serotonin antagonist and reuptake inhibitor SARIs) son un grupo de medicamentos usados como antidepresivos. Actúan como antagonistas de algunos receptores de 5-HT (serotonina) y son al mismo tiempo inhibidores de la recaptación de serotonina, de norepinefrina, y/o  de dopamina.

## Lista de AIRSs
- Etoperidona (Axiomin, Etonin)
- Lubazodona (YM-992, YM-35,995)
- Nefazodona (Serzone, Nefadar)
- Trazodona (Desyrel, Trittico)

La Vortioxetina inhibe la recaptación por el transportador SERT y además presenta efecto bloqueador sobre los receptores 5ht3, 5ht7, 5ht1D. 

La Vilazodona no se ubica en esta categoría por no poseer efecto bloqueador sobre los receptores de serotonina.

## Farmacología

### Unión a receptores
La afinidad (Kd (nM)) de algunos AIRSs es comparada con una variedad de sitios de unión:
| Medicamento | TSER | TNE    | TDA    | 5-HT1A | 5-HT2A | α1 | α2  | D2    | H1     | mACh    |
| Etoperidona | 890  | 20,000 | 52,000 | 85     | 36     | 38 | 570 | 2,300 | 3,100  | >35,000 |
| Nefazodona  | 200  | 360    | 360    | 80     | 26     | 48 | 640 | 910   | 24,000 | 11,000  |
| Trazodona   | 160  | 8,500  | 7,400  | 78     | 16     | 39 | 405 | 3,650 | 725    | 324,000 |

Los ligandos seleccionados actúan como antagonistas (o agonistas inversos dependiendo de su ubicación) en todos los receptores listados, excepto el 5-HT1A donde funcionan como agonistas parciales, y como inhibidores de la recaptación de todos los transportadores considerados.